# Трескоре Кремаско
Трѐскоре Крема̀ско (на италиански: Trescore Cremasco, на местен диалект: Trescur, Трескур) е малко градче и община в Северна Италия, провинция Кремона, регион Ломбардия. Разположено е на 86 m надморска височина. Населението на общината е 2883 души (към 2017 г.).